# Band Aid
Band Aid was een Britse liefdadigheidsgroep die in 1984 werd opgericht door Bob Geldof en Midge Ure met als doel geld te werven om de hongersnood in Ethiopië te bestrijden. De naam Band Aid had een dubbele betekenis: een band van musici die hulp biedt voor een noodsituatie, maar tegelijkertijd ook de relativering dat dit project niet meer dan een pleister op een grote wond was.
Op 28 november 1984 werd de single Do they know it's Christmas uitgebracht, geschreven door Bob Geldof en geproduceerd door Midge Ure. Het nummer, dat op 25 november in één dag was opgenomen, bereikte in veel landen, waaronder Groot-Brittannië, België en Nederland, de eerste plaats. De hoes van de single was gemaakt door Peter Blake.
Bob Geldof organiseerde op 13 juli 1985 het liefdadigheidsconcert Live Aid. In navolging van Band Aid vormden Amerikaanse sterren datzelfde jaar de groep USA for Africa.
In 1989 kwam een groep artiesten met het project Band Aid II, nadat opnieuw hongersnood was uitgebroken in Ethiopië. Band Aid II nam Do they know it's Christmas opnieuw op. De plaat deed het in Nederland minder goed (hoogste plaats nummer 18 in de Nederlandse Top 40) dan 5 jaar daarvoor.
In 2004 verscheen een derde versie onder de naam Band Aid 20, verwijzend naar de 20 jaar dat Do they know it's Christmas? bestaat. De plaat werd 14 november opgenomen en verscheen 29 november in de winkels. De opbrengsten gaan naar Soedan. Engeland doneert zelfs de belasting die op de cd's geheven wordt aan het land.
In 2014 verscheen een vierde versie onder de naam Band Aid 30, verwijzend naar de 30 jaar dat Do they know it's Christmas? bestaat. De plaat werd 15 november opgenomen en verscheen 17 november als digitale download. De opbrengsten gaan naar de slachtoffers van de Ebola-uitbraak in West-Afrika in 2014.
De gegevens van de stichting zijn inzichtelijk via de website van de Britse Charity Commission. Hieruit blijkt dat bijvoorbeeld in 2011 bijna 4 miljoen Engelse pond werd uitgekeerd aan projecten.

## Deelnemers Band Aid
- Adam Clayton (U2)
- Phil Collins
- Bob Geldof
- Steve Norman (Spandau Ballet)
- Chris Cross (Ultravox)
- John Taylor (Duran Duran)
- Paul Young
- Tony Hadley (Spandau Ballet)
- Glenn Gregory (Heaven 17)
- Simon le Bon (Duran Duran)
- Simon Crowe
- Marilyn
- Keren Woodward (Bananarama)
- Martin Kemp (Spandau Ballet)
- Jody Watley (Shalamar)
- Bono (U2)
- Paul Weller (The Style Council)
- James "JT" Taylor (Kool & The Gang)
- George Michael
- Midge Ure (Ultravox)
- Martin Ware (Heaven 17)
- John Keeble (Spandau Ballet)
- Gary Kemp (Spandau Ballet)
- Roger Taylor (Duran Duran)
- Sara Dallin (Bananarama)
- Siobhan Fahey (Bananarama)
- Peter Briquette (Boomtown Rats)
- Francis Rossi (Status Quo)
- Robert 'Kool' Bell (Kool & The Gang)
- Dennis Thomas (Kool & The Gang)
- Andy Taylor (Duran Duran)
- Jon Moss (Culture Club)
- Sting
- Rick Parfitt (Status Quo)
- Nick Rhodes (Duran Duran)
- Johnny Fingers (Boomtown Rats)
- David Bowie
- Boy George
- Holly Johnson (Frankie Goes to Hollywood)
- Paul McCartney

## Deelnemers Band Aid II
- Bananarama
- Big Fun
- Bros
- Cathy Dennis
- D Mob
- Jason Donovan
- Kevin Godley
- Glen Goldsmith
- Quincy Jones
- Kylie Minogue
- The Pasadenas
- Chris Rea
- Cliff Richard
- Jimmy Somerville
- Sonia
- Lisa Stansfield
- Technotronic
- Wet Wet Wet

## Deelnemers Band Aid 20
- Damon Albarn (Blur/Gorillaz)
- Tim Wheeler (Ash)
- Daniel Bedingfield
- Natasha Bedingfield
- Thom Yorke
- Bono (U2)
- Keisha Buchanan (Sugababes)
- Mutya Buena (Sugababes)
- Busted
- Coldplay
- The Darkness
- Jonny Greenwood (Radiohead)
- Dido
- The Divine Comedy
- Estelle
- Feeder
- Bob Geldof
- Nigel Godrich (producer)
- Jamelia
- Keane
- Beverley Knight
- Lemar
- Shaznay Lewis
- Paul McCartney
- Katie Melua
- Moloko
- Morcheeba
- Ms. Dynamite
- Heidi Range (Sugababes)
- Dizzee Rascal
- Snow Patrol
- Rachel Stevens
- Joss Stone
- Supergrass
- The Thrills
- Travis
- Turin Brakes
- Midge Ure
- Robbie Williams

## Deelnemers Band Aid 30
- Bob Geldof – organisator
- Midge Ure – organisator
- Paul Epworth – producer

Instrumenten:
- Roger Taylor (van Queen) – drums
- Grace Chatto (van Clean Bandit) – cello
- Milan Neil Amin-Smith (van Clean Bandit) – viool

Zang:
- Bastille
- Bono (van U2)
- Clean Bandit
- Alfie Deyes
- Elbow
- Paloma Faith
- Fuse ODG
- Nick Grimshaw
- Ellie Goulding
- Fran Healy
- Angélique Kidjo
- Chris Martin (van Coldplay)
- Olly Murs
- Sinéad O'Connor
- One Direction
- Rita Ora
- Emeli Sandé
- Seal
- Ed Sheeran
- Sam Smith
- Joe Sugg
- Zoe Sugg
- Underworld
- Jessie Ware

Remix:
- Underworld

## Discografie

### Singles in de Nederlandse Top 40
| Single met eventuele hitnotering(en) in de Nederlandse Top 40 | Datum van verschijnen | Datum van binnenkomst | Hoogste positie | Aantal weken | Opmerkingen                                                 |
| ------------------------------------------------------------- | --------------------- | --------------------- | --------------- | ------------ | ----------------------------------------------------------- |
| Do they know it's Christmas?                                  | 28-11-1984            | 15-12-1984            | 1(3wk)          | 9            | als Band Aid / Nr. 1 in de Single Top 100                   |
| Do they know it's Christmas?                                  | 28-11-1984            | -                     |                 |              | re-entry 1986 / als Band Aid / Nr. 49 in de Single Top 100  |
| Do they know it's Christmas?                                  | 11-12-1989            | 23-12-1989            | 18              | 4            | als Band Aid II / Nr. 20 in de Single Top 100               |
| Do they know it's Christmas?                                  | 29-11-2004            | 11-12-2004            | 4               | 4            | als Band Aid 20 / Nr. 3 in de Single Top 100                |
| Do they know it's Christmas?                                  | 28-11-1984            | -                     |                 |              | re-entry 2008 / als Band Aid / Nr. 27 in de Single Top 100  |
| Do they know it's Christmas?                                  | 28-11-1984            | -                     |                 |              | re-entry 2009 / als Band Aid / Nr. 52 in de Single Top 100  |
| Do they know it's Christmas?                                  | 28-11-1984            | -                     |                 |              | re-entry 2010 / als Band Aid / Nr. 58 in de Single Top 100  |
| Do they know it's Christmas?                                  | 28-11-1984            | -                     |                 |              | re-entry 2011 / als Band Aid / Nr. 69 in de Single Top 100  |
| Do they know it's Christmas?                                  | 28-11-1984            | -                     |                 |              | re-entry 2012 / als Band Aid / Nr. 76 in de Single Top 100  |
| Do they know it's Christmas?                                  | 28-11-1984            | -                     |                 |              | re-entry 2013 / als Band Aid / Nr. 49 in de Single Top 100  |
| Do they know it's Christmas?                                  | 17-11-2014            | 22-11-2014            | tip3            | -            | als Band Aid 30 / Nr. 4 in de Single Top 100                |
| Do they know it's Christmas?                                  | 28-11-1984            | -                     |                 |              | re-entry 2014 / als Band Aid / Nr. 29 in de Single Top 100  |
| Do they know it's Christmas?                                  | 28-11-1984            | -                     |                 |              | re-entry 2015 / als Band Aid / Nr. 28 in de Single Top 100  |
| Do they know it's Christmas?                                  | 28-11-1984            | -                     |                 |              | re-entry 2016 / als Band Aid / Nr. 29 in de Single Top 100  |
| Do they know it's Christmas?                                  | 28-11-1984            | -                     |                 |              | re-entry 2017 / als Band Aid / Nr. 9 in de Single Top 100   |
| Do they know it's Christmas?                                  | 28-11-1984            | -                     |                 |              | re-entry 2018 / als Band Aid / Nr. 11 in de Single Top 100  |
| Do they know it's Christmas?                                  | 28-11-1984            | -                     |                 |              | re-entry 2019 / als Band Aid / Nr. 11 in de Single Top 100  |
| Do they know it's Christmas?                                  | 28-11-1984            | -                     |                 |              | re-entry 2020 / als Band Aid / Nr. 9 in de Single Top 100   |
| Do they know it's Christmas?                                  | 28-11-1984            | -                     |                 |              | re-entry 2021 / als Band Aid / Nr. 12 in de Single Top 100  |
| Do they know it's Christmas?                                  | 28-11-1984            | -                     |                 |              | re-entry 2022 / als Band Aid / Nr. 13* in de Single Top 100 |

### Singles in de Vlaamse Top 50
| Single met hitnotering(en) in de Vlaamse Ultratop 50 | Datum van verschijnen | Datum van binnenkomst | Hoogste positie | Aantal weken | Opmerkingen                                   |
| ---------------------------------------------------- | --------------------- | --------------------- | --------------- | ------------ | --------------------------------------------- |
| Do they know it's Christmas?                         | 28-11-1984            | 22-12-1984            | 1 (4wk)         | 9            | als Band Aid / Nr. 1 in de Radio 2 Top 30     |
| Do they know it's Christmas?                         | 11-12-1989            | 30-12-1989            | 17              | 5            | als Band Aid II / Nr. 16 in de Radio 2 Top 30 |
| Do they know it's Christmas?                         | 29-11-2004            | 11-12-2004            | 3               | 7            | als Band Aid 20 / Nr. 3 in de Radio 2 Top 30  |
| Do they know it's Christmas?                         | 17-11-2014            | 29-11-2014            | 1 (1wk)         | 6            | als Band Aid 30                               |
| Do they know it's Christmas?                         | 28-11-1984            | 31-12-2022            | 35              | 1*           | re-entry 2022 / als Band Aid                  |

### NPO Radio 2 Top 2000
| Nummer met noteringen in de NPO Radio 2 Top 2000 | '99 | '00 | '01 | '02 | '03 | '04 | '05 | '06 | '07 | '08 | '09 | '10 | '11  | '12  | '13  | '14 | '15 | '16  | '17  | '18  | '19  | '20  | '21  | '22  | '23  | '24  |
| ------------------------------------------------ | --- | --- | --- | --- | --- | --- | --- | --- | --- | --- | --- | --- | ---- | ---- | ---- | --- | --- | ---- | ---- | ---- | ---- | ---- | ---- | ---- | ---- | ---- |
| Do They Know It's Christmas?                     | 143 | 137 | 277 | 298 | 612 | 203 | 709 | 815 | 934 | 563 | 992 | 985 | 1203 | 1262 | 1225 | 673 | 908 | 1149 | 1192 | 1329 | 1138 | 1341 | 1438 | 1491 | 1385 | 1228 |

1. ↑  Een vetgedrukt getal geeft de hoogste notering aan.